# Lò hỏa táng và nhà bình hài cốt ở Bratislava
Lò hỏa táng và nhà bình hài cốt ở Bratislava (tiếng Slovakia: Krematórium a Urnový háj v Bratislava) là một lò hỏa táng tọa lạc ở số 44 phố Hodonínská, quận Záhorská Bystrica, thành phố Bratislava, Slovakia. Đây là lò hỏa táng đầu tiên ở Slovakia. Ngày 28 tháng 8 năm 2003, địa điểm này được ghi danh vào Danh sách Di tích Trung ương theo quyết định của Bộ Văn hóa Cộng hòa Slovakia.

## Lịch sử
Lò hỏa táng được xây dựng trong hai năm 1967 và 1968 theo đề án của kiến trúc sư Ferdinand Milučký. Lò hỏa táng này được thiết kế theo phong cách tối giản và gắn liền với thiên nhiên, cụ thể là nằm ở phía tây của Bratislava, trong một khu rừng thưa trên sườn núi Little Carpathians. Toàn bộ khu phức hợp mang lại một cảm giác tuyệt vời với sự hòa hợp giữa cảnh quan và kiến trúc độc đáo. Đây là một công trình tạo tiếng vang lớn, chủ yếu mang lại nhiều giá trị tâm linh. Lò hỏa táng này là một trong những công trình kiến trúc thời hậu chiến đẹp nhất ở Slovakia.

## Giải thưởng
- Giải thưởng Dušan Jurkovič và giải thưởng của nhà nước
- Công trình xây dựng này góp phần mang lại giải thưởng kiến trúc Herder cho kiến trúc sư Ferdinand Milučky vào năm 2001[5]